# Vuelta a Colombia 1965
La 15.ª edición de la Vuelta a Colombia tuvo lugar entre el 17 de marzo y el 4 de abril de 1965. Fue la primera vez que la competencia partió por fuera del territorio colombiano, en la ciudad venezolana de San Cristóbal. El antioqueño Javier Amado Suárez del equipo Antioquia A se coronó campeón con un tiempo de 68 h, 38 min y 47 s.

## Equipos participantes[1]
| Equipo                         | Categoría  |
| ------------------------------ | ---------- |
| Antioquia A                    | Aficionado |
| Antioquia B                    | Aficionado |
| Antioquia independiente        | Aficionado |
| Armenia - Caldas               | Aficionado |
| Boyacá                         | Aficionado |
| Calarca Independiente - Caldas | Aficionado |
| Caldas A                       | Aficionado |
| Cauca Independiente            | Aficionado |
| Cundinamarca A                 | Aficionado |
| Cundinamarca B                 | Aficionado |
| Cundinamarca C                 | Aficionado |
| Cundinamarca D - Ciclo-Ases    | Aficionado |
| Cundinamarca E - Ciclo-Ases    | Aficionado |
| Cundinamarca Independiente     | Aficionado |
| Distrito A                     | Aficionado |
| Distrito B                     | Aficionado |
| España                         | Aficionado |
| Huila Independiente            | Aficionado |
| Meta Independiente             | Aficionado |
| México A                       | Aficionado |
| México B                       | Aficionado |
| México Independiente           | Aficionado |
| Pereira - Caldas               | Aficionado |
| Pereira Independiente - Caldas | Aficionado |
| Pijao Independiente - Caldas   | Aficionado |
| Riosucio - Caldas              | Aficionado |
| Santander Independiente        | Aficionado |
| Tolima                         | Aficionado |
| Tolima Independiente           | Aficionado |
| Valle A                        | Aficionado |
| Valle B                        | Aficionado |
| Valle C                        | Aficionado |

## Etapas
| Etapa      | Fecha       | Recorrido                | Distancia (km)       | Ganador                    | Líder                      |                      |
| ---------- | ----------- | ------------------------ | -------------------- | -------------------------- | -------------------------- | -------------------- |
| 1.ª etapa  | 17 de marzo | San Cristóbal - Pamplona | 120                  | Gliserio Penagos           | Gliserio Penagos           |                      |
| 2.ª etapa  | 18 de marzo | Pamplona - Bucaramanga   | 129                  | Severo Hernández Tarazona  | Gliserio Penagos           |                      |
| 3.ª etapa  | 19 de marzo | Bucaramanga - El Socorro | 120                  | Carlos Montoya Arias       | Roberto Buitrago           |                      |
| 4.ª etapa  | 20 de marzo | El Socorro - Tunja       | 166                  | Ricardo Ovalle             | Gustavo Rincón             |                      |
| 5.ª etapa  | 21 de marzo | Tunja - Bogotá           | 145                  | Martín "Cochise" Rodríguez | Pablo Enrique Hernández    |                      |
|            | 22 de marzo | Descanso en Bogotá       | Descanso en Bogotá   | Descanso en Bogotá         | Descanso en Bogotá         | Descanso en Bogotá   |
| 6.ª etapa  | 23 de marzo | Bogotá - Ibagué          | 210                  | José Antonio Momeñe        | Pablo Enrique Hernández    |                      |
| 7.ª etapa  | 24 de marzo | Ibagué - Armenia         | 98                   | Javier Amado Suárez        | Javier Amado Suárez        |                      |
| 8.ª etapa  | 25 de marzo | Armenia - Cali           | 228                  | Alfonso Galvis             | Javier Amado Suárez        |                      |
| 9.ª etapa  | 26 de marzo | Cali - Cartago           | 201                  | José Antonio Momeñe        | Martín "Cochise" Rodríguez |                      |
| 10.ª etapa | 27 de marzo | Cartago - Riosucio       | 110                  | Federico Ortiz Uribe       | Martín "Cochise" Rodríguez |                      |
| 11.ª etapa | 28 de marzo | Riosucio - Medellín      | 154                  | Javier Amado Suárez        | Martín "Cochise" Rodríguez |                      |
|            | 29 de marzo | Descanso en Medellín     | Descanso en Medellín | Descanso en Medellín       | Descanso en Medellín       | Descanso en Medellín |
| 12.ª etapa | 30 de marzo | Medellín - Anserma       | 188                  | José Antonio Momeñe        | Martín "Cochise" Rodríguez |                      |
| 13.ª etapa | 31 de marzo | Anserma - Pereira        | 85                   | Rubén Darío Gómez          | Martín "Cochise" Rodríguez |                      |
| 14.ª etapa | 1 de abril  | Pereira - Manizales      | 54                   | Javier Amado Suárez        | Martín "Cochise" Rodríguez |                      |
| 15.ª etapa | 2 de abril  | Manizales - Honda        | 143                  | Javier Amado Suárez        | Martín "Cochise" Rodríguez |                      |
| 16.ª etapa | 3 de abril  | Honda - La Dorada        | 35 (CRI)             | Francisco Marti            | Martín "Cochise" Rodríguez |                      |
| 17.ª etapa | 4 de abril  | La Dorada - Bogotá       | 197                  | Javier Amado Suárez        | Javier Amado Suárez        |                      |

## Clasificaciones finales

### Clasificación general
Los diez primeros en la clasificación general final fueron:
| Clasificación general |                            |                    |                   |
| Ciclista              | Ciclista                   | Equipo             | Tiempo            |
| --------------------- | -------------------------- | ------------------ | ----------------- |
| 1.º                   | Javier Amado Suárez        | Antioquia A        | 68 h 38 min 47 s  |
| 2.º                   | Martín "Cochise" Rodríguez | Antioquia A        | + 1 min 49 s      |
| 3.º                   | Rubén Darío Gómez          | Pereira - Caldas   | + 26 min 33 s     |
| 4.º                   | Roberto Buitrago           | Cundinamarca A     | + 41 min 33 s     |
| 5.º                   | Carlos Montoya Arias       | Valle B            | + 43 min 22 s     |
| 6.º                   | José Antonio Momeñe        | España             | + 46 min 31 s     |
| 7.º                   | Pablo Enrique Hernández    | Cundinamarca A     | + 48 min 15 s     |
| 8.º                   | Gustavo Rincón             | Cundinamarca A     | + 51 min 07 s     |
| 9.º                   | Ricardo Ovalle             | Meta Independiente | + 1 h 06 min 49 s |
| 10.º                  | Álvaro Pachón Morales      | Cundinamarca A     | + 1 h 16 min 22 s |

### Clasificación de la montaña
| Clasificación de la montaña |                      |                |        |
| Ciclista                    | Ciclista             | Equipo         | Puntos |
| --------------------------- | -------------------- | -------------- | ------ |
| 1.º                         | Javier Amado Suárez  | Antioquia A    | 50     |
| 2.º                         | Carlos Montoya Arias | Valle B        | 34     |
| 3.º                         | Roberto Buitrago     | Cundinamarca A | 28     |

### Clasificación de las metas volantes
| Clasificación de las metas volantes |                         |                   |        |
| Ciclista                            | Ciclista                | Equipo            | Puntos |
| ----------------------------------- | ----------------------- | ----------------- | ------ |
| 1.º                                 | José Antonio Momeñe     | España            | 11     |
| 2.º                                 | Alfonso Galvis          | Riosucio - Caldas | 10     |
| 3.º                                 | Rubén Darío Gómez       | Pereira - Caldas  | 8      |
| 3.º                                 | Julio López De la Torre | España            | 8      |

### Clasificación de los novatos
| Clasificación de los novatos |                          |                |                  |
| Ciclista                     | Ciclista                 | Equipo         | Tiempo           |
| ---------------------------- | ------------------------ | -------------- | ---------------- |
| 1.º                          | Francisco Ignacio Triana | Cundinamarca C | 70 h 29 min 33 s |
| 2.º                          | Jorge Eduardo Arango     | Tolima         | + 30 min 21 s    |
| 3.º                          | Marco Emilio Larrota     | Boyacá         | + 30 min 49 s    |

### Clasificación por equipos
| Clasificación por equipos |                |                   |
| Equipo                    | Equipo         | Tiempo            |
| ------------------------- | -------------- | ----------------- |
| 1.º                       | Cundinamarca A | 207 h 33 min 59 s |
| 2.º                       | Antioquia A    | + 3 h 16 min 50 s |
| 3.º                       | España         | + 3 h 28 min 43 s |